# نصف حياة (رواية)
نصف حياة (بالإنجليزية: Half a Life) هي رواية للكاتب البريطاني الحائزة على جائزة نوبل فيديادر سوراجبراساد نيبول، نشرت عام 2001، لأول مرة عن دار نشر كنوبف.

## تحليل العنوان
"نصف حياة" (Half a Life) في رواية فيديادر سوراجبراساد نيبول لا يمكن أن يمر دون تمعن عميق في الخلفيات الرمزية، النفسية، والثقافية التي ينهض بها، ويختزل بها المشروع السردي للمؤلف بأكمله تقريبًا. فالعنوان يتكوّن من كلمتين فقط، لكنه يتضمن طبقات من المعاني المركبة التي تعكس تشظي الذات، وانقسام الهوية، وعجز الإنسان المعاصر، وخاصةً المُستعمر السابق، عن تحقيق وجود متكامل في عالم ما بعد الاستعمار.
من الناحية الوجودية، يشير العنوان إلى تجربة "ويلي شاندرا" – الشخصية الرئيسية – بوصفه شخصًا يعيش دائمًا في منتصف الطريق؛ لا يكتمل انتماؤه لأي فضاء جغرافي أو رمزي. في بلده الأصلي، الهند، يعاني من وسم الانتماء الطبقي، فهو ابنٌ لأب برهماني وأم منبوذة، ما يجعله مخلوقًا هجينًا منبوذًا من الأعلى والأسفل في آن، لا يتمتع بامتيازات النخبة، ولا يستحق تعاطف المحرومين. حين يغادر إلى لندن، لا يتحوّل إلى إنجليزي، بل يبقى هنديًّا غريبًا، لا يعرف كيف يتأقلم مع الحياة البريطانية إلا عبر التمثيل والتقمّص، منتحلًا أسماء أو صفات من ثقافات أخرى، كما يفعل حين ينسب نفسه للروائي "سومرست موم" فقط لأن اسمه الأوسط "سومرست".
هذا الانشطار يتواصل في إفريقيا حيث يعيش مع امرأة إفريقية من طبقة المستعمرين البرتغاليين، لكنه لا يستطيع أن يكون شريكًا فعليًا في حياتها أو في حياة القارة. يعيش، يتحرك، يعمل، لكنه يبقى في الظل، على هامش الحياة، كأنه دائمًا "نصف كائن" يراقب، لا يشارك، وكأنَّ نيبول يقول لنا إن المستعمَرين السابقين، رغم تحررهم الشكلي، لا يعيشون حياة كاملة بل يجرّون وراءهم حياة ناقصة، نصف مكتملة، نصف مفهومة، نصف صادقة.
العنوان يحمل أيضًا بعدًا فلسفيًا يتقاطع مع ما يسميه بول ريكور بـ"هوية السرد" (narrative identity)، حيث لا تتشكل الهوية إلا عبر سرد مستمر للذات. لكن شخصية ويلي تفشل في بناء هذا السرد، فلا يوجد تسلسل منطقي أو استمرارية في حياته. كل مرحلة يبدأها بوهم جديد، وبنصف حقيقة، ويهرب منها قبل أن تكتمل. ولذلك، "نصف حياة" ليست فقط توصيفًا لحالته النفسية، بل هي إدانة لوجود يفتقر إلى الوحدة، للتاريخ الشخصي الذي تم تفتيته بفعل الطمس والاستلاب الثقافي.
وبمعنى آخر، العنوان يعمل بمثابة استعارة لكامل مشروع نيبول الروائي الذي طالما انشغل بأسئلة الهوية، الاغتراب، وما بعد الكولونيالية. إنّه يقول، بشكل مبطّن: من عاش استعمارًا طويلًا، يعيش بعده نصف حياة فقط، لأن النصف الآخر قد سُلب، أو تلاشى، أو استحال ترميمه.
ولذلك فإن العنوان "Half a Life" ليس مجرد وصف لحالة شخصية، بل هو تشخيص اجتماعي وثقافي ونفسي لحياة الملايين الذين خرجوا من الاستعمار وهم لا يعرفون من يكونون، وأين ينبغي أن ينتموا، أو كيف يعيدون تكوين ذواتهم في عالم لم يعُد يعترف بهم كفاعلين، بل كأشباح ماضية من زمن الغزو والتبعية.

## الجوائز والإنجازات الأدبية
في رواية "نصف حياة" (Half a Life) للكاتب البريطاني من أصل هندي فيديادر سوراجبراساد نيبول يعكس تتويجًا لمسار سردي طويل اتسم بالتنوع الجغرافي والعمق الفلسفي، ويتزامن مع لحظة حاسمة في مسيرته الأدبية؛ إذ صدرت الرواية سنة 2001، وهو العام نفسه الذي حاز فيه نيبول جائزة نوبل في الأدب، ما جعلها تُقرأ في ضوء التكريم الأعلى للأدب العالمي، وكرست موقعه كواحد من أكثر الكتّاب تعقيدًا وإثارة للجدل في معالجة قضايا الهوية، الاستعمار، والمنفى.
رُشّحت رواية "Half a Life" للقائمة الطويلة لجائزة البوكر الأدبية (The Booker Prize) لعام 2001، وهي واحدة من أبرز الجوائز في العالم الناطق بالإنجليزية. وقد أُدرجت ضمن الأعمال التي مثّلت تحولًا سرديًا لدى نيبول نحو كتابة أكثر إيحاءً وتجريدًا، وأقل تسجيلية من أعماله السابقة، خصوصًا "A Bend in the River" و"In a Free State" التي نالت جائزة البوكر سنة 1971. اعتُبرت هذه الرواية، من قبل النقاد في "The Booker Prizes" و"Deseret News"، عملًا محوريًا لأنه يُكثف ملامح أساسية من مشروع نيبول، ويعيد استثمارها داخل سرد متقشّف ومشحون فلسفيًا، ما عزز من حظوظها في نيل التقدير الأدبي الرفيع.
إضافةً إلى ذلك، اعتُمدت الرواية ضمن سلسلة "Picador Collection" الصادرة عن دار النشر البريطانية Picador (Pan Macmillan Group)، وهي مجموعة تحتفي بالنصوص التي تعتبرها الدار "علامات في مسار الأدب العالمي الحديث"، نظرًا لما تحمله من رُقي لغوي وتوترات سردية تتجاوز الإقليمية إلى ما هو كوني. وقد اعتبرت "Half a Life" بمثابة "النص الناضج" لنيبول، وهو التعبير الذي استعمله العديد من النقاد، باعتبارها رواية تتنفس من كل رواياته السابقة، لكنها تذهب إلى أقصى درجات التأمل في المصير الإنساني الفردي في عالم لا يعترف بانتماء ثابت أو بذاكرة مستقرة.
كما أن هذه الرواية جاءت كجزء من ثلاثية غير رسمية تُختتم بعمله الأخير "Magic Seeds" (2004)، وقد رأى النقاد في "Half a Life" نقطة انعطاف نهائية نحو معالجة أكثر حميمية لموضوع الهوية الثقافية المتكسرة تحت ضغوط الاستعمار والهجرة. وقد اعتبرتها مجلة "Publishers Weekly" و"New York Review of Books" من أكثر الأعمال تعبيرًا عن التراجيديا الهادئة للإنسان المنفي داخليًا، مما ساعد على تعزيز مكانة نيبول لدى قراء الألفية الجديدة بعد فوزه بنوبل.
أخيرًا، يمكن القول إن "Half a Life" لم تكن فقط امتدادًا لمسيرة أدبية حافلة، بل كانت أيضًا تكريسًا نبيلاً لحس نيبول الفلسفي في الرواية، وعلامة على نضج أسلوبه واختزاله الرمزي للتجربة الكولونيالية، وهو ما دفع اللجنة السويدية لجائزة نوبل إلى الإشارة، في بيان منح الجائزة، إلى "أسلوبه غير القابل للتقليد في الكتابة المتفحصة لعواقب الاستعمار والانتماء الثقافي"، وهي خصائص تتجلى بوضوح في هذه الرواية.

## الشخصيات
في رواية "نصف حياة" (Half a Life) لفي. إس. نايبول، تشكّل الشخصيات نسيجًا سرديًا معقدًا ومتشظيًا يعكس المحاور الكبرى التي تعالجها الرواية، مثل الهوية، الانتماء، الاستعمار، والبحث عن الذات في عالم منقسم ومُضَلِّل. كل شخصية ليست مجرد حضور فردي، بل تمثل تيارًا ثقافيًا، وإشكالًا وجوديًا، وشظية من الحياة التي لا تكتمل أبدًا، ما يجعل من محور الشخصيات مفتاحًا أساسيًا لفهم البناء الرمزي للرواية.

### ويلي شاندرا (Willie Chandran)
ويلي هو بطل الرواية وراويها الجزئي، ينتمي إلى خلفية هندية "مضطربة النقاء"، فهو ابن برهماني تبنّى النضال الوطني في الهند، وتزوج داليتية (من "الطبقة الدنيا") نكاية بنظام الطوائف، لكنه ظل يحمل احتقاره الاجتماعي تجاه زوجته. نشأ ويلي في بيئة منزلية غريبة التكوين، قائمة على النفاق الطبقي والزوجي، مما جعل هويته منذ البداية هشّة ومزيفة، مثل الاسم الأوسط الغريب الذي يحمل: "Why is my middle name Somerset?"، وهي إشارة إلى سخرية القدر من انحداره من أب اختار له اسمًا أوروبيًا يحمل تركة استعمارية ثقافية، رغم كونه مناضلًا نظريًا ضد الاستعمار.
ويلي لا يعيش حياة كاملة، بل "نصف حياة"، ينتقل من الهند إلى لندن ليصوغ لنفسه حياة بديلة، ينشر مجموعة قصصية، يتحوّل إلى رمز أدبي متخفٍّ، ثم يفرّ إلى إفريقيا بناءً على قصة حب، ويعيش حياة رخوة خالية من الجذور أو الغايات. الشخصية في مجملها تجسّد مفهوم "المتشرد الوجودي" أو ما تسميه الناقدة Elaine Showalter بـ "the displaced colonial subject".

### والد ويلي (Unnamed Father)
شخصية الأب البرهماني تؤسس للمفارقة الكبرى في الرواية؛ فالرجل الذي تطوّع من أجل استقلال الهند تزوّج امرأة داليتية باسم "الثورة"، لكنه احتقرها فعليًا، مؤسِّسًا بذلك جرحًا رمزيًا في بنية الهوية التي يُفترض أن ابنه يرثها. الأب يمثل الازدواجية الهندية: التباهي الثوري أمام الآخرين، والتمسك بالتراتبية الطائفية خلف الجدران. هذه الشخصية تضع اللبنة الأولى في مأساة ويلي، فهي لا تمنحه حنانًا ولا هوية متماسكة، بل تفرض عليه الانقسام منذ الطفولة.

### آنا (Ana)
تمثل آنا النقطة الحاسمة في حياة ويلي، فهي أوروبية أفريقية مختلطة الأعراق، تعرّف على ويلي في لندن وأحبّته بسبب كتاباته. دعته للعيش معها في بلد إفريقي غير مُسمّى، في منزل مزرعة يشبه الاستعمار القديم. آنا في البداية تبدو كمنحى للحرية، والانفتاح على "حياة كاملة"، لكن سرعان ما تتحول العلاقة إلى خمول عاطفي وزمني، ويفقد ويلي حسّه بالانتماء مجددًا. الخيانة الرمزية التي يمارسها ويلي ضدها لاحقًا تكشف مدى هشاشته وعدم قدرته على بناء روابط إنسانية متماسكة.
آنا، رغم حضورها الناعم، تشكّل مرآة لمأزق ما بعد الاستعمار: الحب المؤسس على أسطورة الآخر المثقف، لكنه هش حين تشتد الحاجة إلى الجذور.

### سروجيني (Sarojini)
سروجيني، أخت ويلي، تظهر في القسم الأخير من الرواية لتؤكد التقاطع بين المسارات العائلية والوجودية. هي شخصية عاكسة لتيار النسوية الكونية والعولمة الثقافية، اختارت الدراسة والاستقلال في أوروبا، وتعيش في برلين، حيث يجتمع بها ويلي في نهاية الرواية.
تمثل سروجيني الطرف الآخر من الصراع: الأنثى التي استطاعت مواجهة التقاليد، وتشكيل هويتها دون إلغاء ذاتها، على عكس ويلي الذي تبعثر بين الأعراق والأمكنة. حضورها في نهاية الرواية يكشف إمكانات الأمل، لكنه أيضًا يفضح بطل الرواية، ويضعه أمام خياراته المترددة.
يمكن القول إن شخصيات رواية "نصف حياة" ليست شخصيات بمفهومها الكلاسيكي، بل رموز لتمزقات وجودية وهويات استعمارية منهكة. ويلي ليس بطلًا، بل سؤالًا مفتوحًا عن المعنى والهوية والانتماء، وآنا ليست معشوقة، بل تمثل استعارة عن "أفريقيا" الحلم، الذي ينهار لاحقًا في تفاصيل الواقع. الأب، وسروجيني، وفضاءات الهند، ولندن، وإفريقيا، تشكّل مشهدًا كاملًا للشتات والتشظي.

## الأمكنة الفضاء كخارطة تشظّي الهوية والذات
في رواية نصف حياة، لا تلعب الأمكنة دور الخلفية السردية فقط، بل تتحول إلى كيانات وجودية لها أبعاد رمزية وثقافية عميقة. إن الأمكنة – من الهند إلى لندن، مرورًا بإفريقيا، ثم وصولًا إلى برلين – تشكل في مجملها خارطة للشتات الروحي والنفسي، حيث يتهرب البطل "ويلي" من ماضٍ ملوث بالعار الطبقي، ويبحث في كل مكان عن حياة مكتملة، دون أن يجد "بيتًا داخليًا" يأويه. في كل مكان يحلّ فيه، يجد نسخة مبتورة من ذاته، ومجتمعًا لا يمنحه الانتماء الكامل، بل يعيد إنتاج اغترابه.

### الهند أرض الجرح الطبقي وطفولة القهر
تبدأ الرواية في جنوب الهند، حيث يولد ويلي شاندرا في بيت تمزقه الطبقية المغلقة والتوترات بين والده البرهماني ووالدته الداليتية. لم تكن الهند في الرواية سوى فضاء للبدايات الجريحة، حيث يشعر البطل بـ"نصف انتماء"، فهو ابن ثقافتين لا تنسجمان داخل بيته ذاته. لا يظهر المكان الهندي بوصفه حضارة ممتدة، بل كـ"جرح رمزي" أو ما يسميه النقاد traumatic place of origin. الهند إذًا ليست مجرد وطن، بل مرآة لصراعات الهوية قبل أن تبدأ الهجرة، ولهذا يهرب ويلي من هناك لا بحثًا عن وطن جديد فقط، بل هروبًا من الجذر ذاته.

### لندن مسرح الخداع الثقافي والاغتراب المزمن
حين ينتقل ويلي إلى لندن بمنحة دراسية، يجد نفسه وسط عالم يبدو واعدًا في ظاهره، لكنه لا يمنحه أكثر من أوهام الحداثة والاندماج. لندن تمثل في الرواية الفضاء الذي يصيغ فيه ويلي "هوية زائفة": ينشر كتابًا، يكتب تحت أسماء مستعارة، يتظاهر بالثقافة، ويتقمّص شخصية "الكاتب الهندي المتحرر". ومع ذلك، يعيش في لندن في عزلة ثقافية، ويتحول إلى ذات منفية داخليًا. تُصور لندن في الرواية كـ"مدينة تعددية تحت رقابة خفية"، تفتح أبوابها لكنها لا تعترف بك تمامًا. إنها أشبه بمختبر استعاري للتنكر والتحوّل القلق، حيث يتعلم ويلي كيف "يعيش بين الأقنعة".

### إفريقيا الجنة الهشة والاستعمار المقنّع
بعد لقائه بـ"آنا"، ينتقل ويلي للعيش في دولة أفريقية غير مُسمّاة، في منزل مزرعة تعود لعائلة آنا المختلطة. إفريقيا في الرواية تمثل "اللا-وطن"، المكان الذي لا يملك منه شيئًا، ويشبهه كثيرًا من حيث الاغتراب والتبعية. ورغم أن البيئة الأفريقية تبدو أكثر سكينة واتساعًا من لندن، إلا أنها في العمق فضاء استعاري للتكرار الاستعماري الخفي. يعيش ويلي هناك في تبعية لآنا، يتعامل مع السكان المحليين كأسياد الأمس، ويكتشف أن إفريقيا ليست ملاذًا، بل صدى لمدن الهروب السابقة. حين يقرر الخيانة والانفصال، فإنما يخون أمله الأخير في الانتماء.

### برلين مفترق وجودي وهامش أخير للتأمل
في القسم الأخير من الرواية، يظهر مشهد برلين، حيث تقيم شقيقته سروجيني. وهنا، يدخل المكان في مستوى آخر من الدلالة: مفترق الوعي ونهاية الهروب. لا يعود المكان هو المشكلة، بل إرادة الانتماء. برلين، بكل تاريخها وتحوّلاتها، تمثل الفضاء الذي يتقاطع فيه وعي ويلي مع وعي أخته الأكثر نضجًا. برلين ليست مكانًا للاستقرار، بل عتبة وعي جديدة، تضع ويلي أمام أسئلته النهائية.
تتنقل الرواية بين الأمكنة لا لتحكي رحلة مهاجر تقليدي، بل لتُبرز كيف أن كل مكان يعمق شرخًا في الهوية، أو يعيد إنتاج السؤال الوجودي: من أنا؟. في النهاية، لا تمنح أي مدينة أو قارة لويلي "الحياة الكاملة" التي يبحث عنها، ولهذا يظل يراوح في منطقة "النصف" دومًا.

كما يعلّق الباحث Neil Lazarus:
"Naipaul’s geography is not physical, but ontological — every place is a state of being."

## الهوية والهندسة الذاتية
في نصف حياة، يصوغ في. س. نايبول سردية عميقة عن تشظي الهوية، من خلال شخصية ويلي شاندرا، الذي يتنكر لاسمه، ويهرب من طبقته، ويتقمص أدوارًا مختلفة في كل بلد يحل فيه. التلاعب بالاسم واللغة والهوية يعبّر عن هندسة ذاتية قسرية؛ محاولة يائسة لإعادة خلق الذات في سياقات استعمارية ما بعد وطنية، لكنه يظل دائمًا "نصف شخص"، محاصرًا بين ما كان يُفترض أن يكونه، وما لا يستطيع أن يكونه. يتضح أن فقدان الجذر والهروب من الأصل لا يؤدي إلى الحرية، بل إلى خسارة متكررة للذات.

## الغربة والتنوير
تتحول الغربة في الرواية إلى تجربة معرفية مؤلمة، حيث يغوص ويلي في صمت طويل وشعور داخلي بالفقد، رغم المدن المختلفة التي زارها والعلاقات التي خاضها. لم تكن الغربة جغرافية فقط، بل وجودية شاملة؛ هو غريب عن مجتمعه الأصلي، وغريب في المجتمعات التي يهاجر إليها. هذا التوتر المستمر بين الخارج والداخل، بين الرغبة في الحب والاحتواء وبين قسوة الواقع، يجعل من الرواية تجربة روحية مهددة، لا تُنتج التنوير إلا بثمن العزلة والخذلان.

## الكتابة كطقس وجودي
رغم أن ويلي ينشر رواية في لندن، إلا أن الكتابة لا تحرره من الشعور بالهامشية. العمل الأدبي الذي يفترض به أن يمنحه صوتًا واعترافًا، ينتهي إلى كونه مجرد وثيقة إضافية عن اغتراب مضاعف. الرواية هنا تفضح هشاشة "الخلاص الرمزي" عبر الأدب، في عالم ما بعد كولونيالي لا يمنح صوتًا أصيلًا لذوي الأصل المختلط. وهكذا تصبح الكتابة طقسًا وجوديًا أكثر من كونها مشروعًا فنيًا، تعرّي الذات بدل أن تنقذها.

## الاقتباسات والتحليل النصي
تمتلئ رواية نصف حياة بجُمل قصيرة لكن حادة، تُلخص في طياتها وجع الاغتراب، وانقسام الهوية، والتوق الدائم لفهم الذات في عالم مفكك. نايبول، بخطابه البسيط والعميق في آن، يرسم ملامح شخصية تبحث عن المعنى وسط غبار العالم، لكن دون جدوى نهائية.

#### 1. "Why is my middle name Somerset?"
يتساءل ويلي وهو طفل عن اسمه الأوسط، في إشارة إلى "سومرست موم"، وهو اسم أطلقه عليه الأب إعجابًا بالكاتب البريطاني.

هذا السؤال البسيط يعكس أولى علامات انكسار الهوية. فهل اسمه نتيجة إعجاب والده بالأدب البريطاني؟ أم تمثيل للاغتراب الذي سيفرض عليه لاحقًا؟

#### 2. "He had left everything behind, and he didn't know what he had come to."
لحظة إدراك صادمة في الرواية، حين يُدرك ويلي أنه لا يعرف لماذا غادر أو إلى أين وصل.

هنا يُجسد نايبول حالة "التيه"، وهي واحدة من الركائز الفكرية في أعماله، وتكرس هشاشة الفرد ما بعد الاستعمار، عندما يُفكك الجذر ولا يُعثر على بديل واضح.

#### 3. "He had begun to write. He didn’t know what he was doing. But it gave him a kind of peace."
في لحظة انفراج داخلي، يكتب ويلي لا لأنه يمتلك صوتًا، بل ليصنع السلام المؤقت.

الكتابة هنا ليست ممارسة إبداعية بقدر ما هي عملية تأمل ذاتي، مثل طقس روحي، تؤكد هشاشة الانتماء وفاعلية اللغة في مواجهة الفقد.

#### 4. "You can’t escape who you are. Even when you try, you just become more of it."
جملة مُباشرة تختزل فلسفة نايبول الوجودية، المستندة إلى أن محاولة الهرب من الذات ليست إلا عودة متطرفة إليها.

يحذر نايبول من وهم الهروب، لأن الانتماء لا يُمحى، بل يلاحق صاحبه على شكل انقسام دائم أو شعور بالعار الداخلي.

#### 5. "He wasn’t really living. He was watching his life go by."
تعبير وجودي عن اللامبالاة كاستراتيجية نفسية للنجاة في عالم لا يعترف بك.

تُبرز هذه الجملة مركزية "المراقبة" بدل "العيش"، كأن البطل يعيش في نصف ظل، متجرد من القدرة على الفعل، مجرد مفعول به في سرد الآخرين.

## روابط خارجية
- نصف حياة (رواية) على موقع الموسوعة البريطانية (الإنجليزية)